# NGC 338
NGC 338 este o galaxie spirală situată în constelația Peștii. A fost descoperită în anul 1877 de către Ernst Wilhelm Leberecht Tempel. De asemenea, a fost observată încă o dată în 6 noiembrie 1882 de către Édouard Stephan.